# Anna Louisa Geertruida Bosboom-Toussaint
Anna Louisa Geertruida Bosboom-Toussaint (ur. 16 września 1812 w Alkmaarze, zm. 13 kwietnia 1886 w Hadze) – holenderska pisarka.

## Życiorys
Urodziła się w rodzinie hugenotów pochodzących z Francji. Dzieciństwo spędziła w Harlingen, gdzie mieszkała z babcią i uczyła się w szkole. Wcześnie poznała twórczość m.in. Waltera Scotta i Jacoba van Lennepa, których twórczość wywarła na nią wielki wpływ. Jej powieści, m.in. De Graaf van Devonshire i Amalgro (1837), które zyskały dużą popularność, były powieściami historycznymi wzorowanymi na angielskim romantyzmie. Wczesne jej powieści były w stylu Waltera Scotta, późniejsze psychologizujące - m.in. Het huis Lauernesse dom Laurenesse z 1840 (opowiadająca o czasach reformacji i konflikcie religijnym między rodzinami) i trylogia Leycester-cyclus cykl o Leycesterze (1846-1855). Pisała też powieści obyczajowe o problemach emancypacji kobiet, m.in. Major Franek (1874, wyd. pol. w piśmie "Nasze Kłosy" z 1909), będący najbardziej znaną jej powieścią. Jej mężem był malarz Johannes Bosboom.